# Polaribacter butkevichii
Polaribacter butkevichii ist ein Bakterium. Es wurde zuerst im Japanischen Meer gefunden.

## Erscheinungsbild
Die Zellen von Polaribacter butkevichii sind Stäbchen mit einer Breite von 0,4–0,6 μm und einer Länge von 0,6–2,0 μm. Die Art kann sich nicht selber fortbewegen, es besitzt keine Flagellen, auch eine gleitende Bewegung (gliding motility) wurde nicht beobachtet. Diese Art der Bewegung, welche ohne Flagellen oder Pilli stattfindet, ist sonst bei vielen Arten des Stammes Bacteroidetes anzutreffen. Sporen werden nicht gebildet. Die Gram-Färbung verläuft negativ.
Polaribacter butkevichii bildet gelbliche Carotinoide.
Die Kolonien sind kreisförmig, konvex, zähflüssig, glänzend mit klaren Rändern. Sie erreichen einen Durchmesser von 2–3 mm in marinen Agar. Sie wachsen bei einem Natriumchlorid-Gehalt (NaCl) von 1–5 % und bei Temperaturen zwischen 4 und 32 C°, mit einem Optimum von 2 % NaCl bzw. 21–23 C°.

## Wachstum und Stoffwechsel
Polaribacter butkevichii ist wie alle Arten der Gattung chemoorganotroph, das Bakterium nutzt somit organische Verbindungen als Energiequelle und zum Aufbau zelleigener Stoffe. Der Stoffwechsel beruht auf der Atmung, es ist auf Sauerstoff angewiesen (strikt aerob).
Die Arten von Polaribacter sind heterotroph und nutzen somit organische Verbindungen als Energiequelle und zum Aufbau zelleigener Stoffe. Weiterhin sind sie auf Sauerstoff angewiesen (aerob).
Der Oxidase-Test und der Katalase-Test verläuft positiv. Casein, Gelatine, Stärke, DNA, Tween 40 und Tween 80 werden gespalten (hydrolysiert).

## Chemotaxonomie
Der Gram-Test verläuft bei Polaribacter butkevichii negativ. Die dominierenden Fettsäuren sind: iso C13:0 (iso-Tridecansäure, systematischer Name 11-Methyldodecansäure), iso C14:0 (iso-Myristinsäure, 12-Methyltridecansäure), iso C15:0 (iso-Pentadecansäure, 13-Methyltetradecansäure), C15:0 (Pentadecansäure), C15:1Δ6, 13-Hydroxypentadecansäure C15:0 3-OH und iso C15:0 3-OH (3-Hydroxy-Methyltetradecansäure).
Das dominierende Quinon ist das Menaquinon 6 (MK-6). Der GC-Gehalt, also der Anteil der Nukleinbasen Guanin und Cytosin in der Bakterien-DNA, liegt bei 32,4 Molprozent.

## Systematik
Polaribacter butkevichii zählt zu der Familie der Flavobacteriaceae innerhalb der Ordnung der Flavobacteriales, welche zu der Abteilung der Bacteroidetes gestellt wird. Die Art zählt zu der sogenannten Cytophaga-Flavobacterium-Bacteroides Gruppe.
Die erste beschriebene Art und somit die Typusart der Gattung ist Polaribacter filamentus. Sie wurde von John J. Gosink und Mitarbeitern im Jahr 1998 eingeführt.

## Etymologie
Der Gattungsname Polaribacter bezieht sich auf die ersten Arten dieser Gattung, die Erstfunde stammen aus der Nähe des Nordpols. Der Artname P. butkevichii wurde zu Ehren von W.S. Butkewitsch, einem russischen Meeresmikrobiologen, gewählt.